# Strategia alternatywna
Strategia alternatywna (ang. disjunctive strategy) – strategia decyzyjna polegająca na wyborze alternatywy, która spełnia choć jedno z wymagań uznanych za ważne przez decydenta. Opcja spełniająca choćby jedno z takich wymagań jest akceptowana.
Jest to jedna ze strategii wyboru między produktami (strategia przewagi pozytywnych cech, strategia leksykograficzna, strategia koniunkcyjna, strategia dominacji i pseudodominacji oraz strategia maksymalizacji addytywnej użyteczności MAU).